# 제1회 베네치아 국제 영화제
제1회 베네치아 국제 영화제는 1932년 8월 6일부터 6월 21일까지 개최되었다. 《지킬 박사와 하이드 씨》로 영화제가 처음 시작되었다. 공식적인 상은 없었으며 관객 투표로 시상이 이루어졌다.

## 수상 결과
- 남자배우상 - 프레드릭 마치 《지킬 박사와 하이드 씨》
- 여자배우상 - 헬렌 헤이스 《마델론의 비극》
- 감독상 - 니콜라이 에크 《인생안내》
- 기술상 - 레온티네 사강 《제복의 처녀》
- 각본상 (판타지) - 루벤 마물리안 《지킬 박사와 하이드 씨》
- 가장 재미있는 영화 - 르네 클레르 《우리에게 자유를》
- 가장 감동적인 영화 - 에드가 셀윈 《마델론의 비극》